# Nyong-et-Mfoumou
Departament Nyong-et-Mfoumou – departament w Regionie Centralnym w Kamerunie ze stolicą w Akonolinga. Na powierzchni 6 172 km² żyje około 130,3 tys. mieszkańców.